# Jeddah Tower
O edifício em construção, em maio de 2021
A Torre de Gidá ou, em inglês, Jeddah Tower, antigamente conhecida como Kingdom Tower (em árabe: برج المملكة‎ Burj al-Mamlakah), é um projeto de construção de arranha-céu que esteve em pausa durante vários anos, localizado em Gidá, segunda maior cidade da Arábia Saudita. Com custo total estimado em 1,23 bilhão de dólares (4,34 bilhões de reais), está planejado para ser o primeiro edifício de 1 km (3.281 pés) de altura do mundo, o que o tornaria na mais alta construção já feita pelo homem.
Houve um progresso constante, mas, em janeiro de 2018, o proprietário do edifício, JEC (Jeddah Economic Company), interrompeu o trabalho com a torre estando cerca de um terço de seu tamanho final devido a problemas trabalhistas com um empreiteiro após os expurgos na Arábia Saudita de 2017–19.
O projeto, criado pelo arquiteto americano Adrian Smith, que também projetou o Burj Khalifa, incorpora muitas características estruturais e estéticas exclusivas. O criador e líder do projeto é o príncipe da Arábia Saudita Al-Waleed bin Talal, que é o presidente da Kingdom Holding Company (KHC), sócia da Jeddah Economic Company (JEC), que foi formada em 2009 para o desenvolvimento da Jeddah Tower and City.

## Concepção
Em construção em pleno deserto da Arábia, na segunda maior cidade saudita, Gidá (Djeddah em francês, Jeddah em inglês), o edifício foi planejado para suportar tempestades de areia e outras intempéries existentes no deserto saudita. Por essa razão, seu formato terá formas curvas, a fim de não lutar contra os ventos do deserto, que poderiam comprometer a estrutura de um prédio tão grande e, sim, dispersar as rajadas.
Aproveitando essa condição inicial os arquitetos desenvolveram um conceito de uma torre que lembrasse uma planta do deserto que brota com uma folha e com o seu crescimento surgem outras. Dessa forma ao longo da torre há 3 'recortes' que são andares de estrutura única que se separam a fim de que o vento passe por eles, garantindo uma estabilidade ainda maior .
Outra curiosidade é a logística e as condições para driblar as leis da natureza e possíveis sinistros que poderão ocorrer nesse 'Reino Vertical maior do que muitas cidades'. Para  a locomoção pelo interior da torre serão necessários 12 escadas rolantes e 59 elevadores sendo que 1 décimo dos mesmos terá velocidade acima de 60 km/hora.
Já a manutenção de uma temperatura agradável fica por conta de poderosos sistemas de ar condicionado que farão o serviço junto com vidros especiais que ajudam a dispersar boa parte dos raios solares. O condicionamento por sua vez é garantido por água e eletricidade que também serão vitais para o cotidiano de quem viver na torre - ambos ainda estão sendo cuidadosamente planejados por especialistas.
Por último temos a segurança que é extremamente complexa e consumirá espaços preciosos da torre. Além de paredes que evitam a propagação de pequenos incêndios, o sistema elétrico é em boa parte refrigerado. Mas são as galerias de contenção as responsáveis por tirar boa fatia do espaço comercializável do prédio. Essas galerias possuem sistema de eletricidade e hidráulicos próprios, além de sistemas de comunicação e enfermaria. Todas suportam temperaturas consideráveis provenientes de incêndios menores até grandes temperaturas em algumas horas. Isto foi necessário para conter um grande número de pessoas enquanto outras são retiradas rapidamente no prédio - sem essas galerias haveria um grande caos na hora em que todos acessassem os elevadores ao mesmo tempo a fim de fugirem de um perigo iminente.
A torre será, assim, um dos grandes desafios da engenharia moderna, de onde poderão surgir novos conceitos que modernizarão a construção de edifícios menores.

## Plano de pisos
Estima-se que a Jeddah Tower tenha mais de 200 pisos.
| Piso        | Uso                                                  |
| ----------- | ---------------------------------------------------- |
| > 168       | Espigão (oco)                                        |
| 168 (682 m) | Amortecedor de massa sintonizada                     |
| 158–167     | Maquinaria de controlo do edifício                   |
| 157 (637 m) | Observatório e eventual varanda para exterior        |
| 155–156     | Hotel, restaurantes                                  |
| 154         | Hotel Four Seasons                                   |
| 144–153     | Quartos do hotel                                     |
| 141–143     | Maquinaria de controlo do edifício                   |
| 140         | Quartos do hotel e zona de refúgio                   |
| 127–139     | Quartos do hotel                                     |
| 125–126     | Sky lobby do hotel                                   |
| 115–124     | Quartos do hotel                                     |
| 114         | Maquinaria de controlo do edifício e zona de refúgio |
| 104–113     | Residências                                          |
| 103         | Residências e zona de refúgio                        |
| 94–102      | Residências                                          |
| 93          | Sky lobby residencial                                |
| 90–92       | Maquinaria de controlo do edifício                   |
| 89          | Zona de refúgio                                      |
| 80–88       | Escritórios                                          |
| 79          | Zona de refúgio                                      |
| 67–78       | Escritórios                                          |
| 65–66       | Sky lobby                                            |
| 64          | Zona de refúgio                                      |
| 51–63       | Escritórios                                          |
| 48–50       | Maquinaria de controlo do edifício                   |
| 47          | Zona de refúgio                                      |
| 35–46       | Escritórios                                          |
| 33–34       | Sky lobby                                            |
| 29–32       | Maquinaria de controlo do edifício                   |
| 18–28       | Escritórios                                          |
| 16–17       | Maquinaria de controlo do edifício                   |
| 6–15        | Escritórios                                          |
| 3–5         | Maquinaria de controlo do edifício                   |
| 2           | Centro comercial                                     |
| 1           | Átrio para escritórios e para hotel                  |
| -1          | Entrada para observatório, lojas e restaurantes      |
| -2          | Estacionamento e maquinaria de controlo do edifício  |

## Imagens da construção

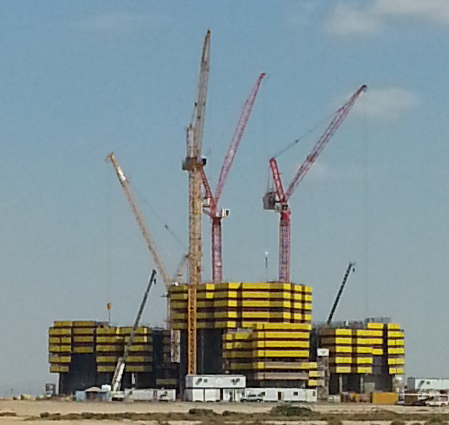
10 de janeiro de 2015
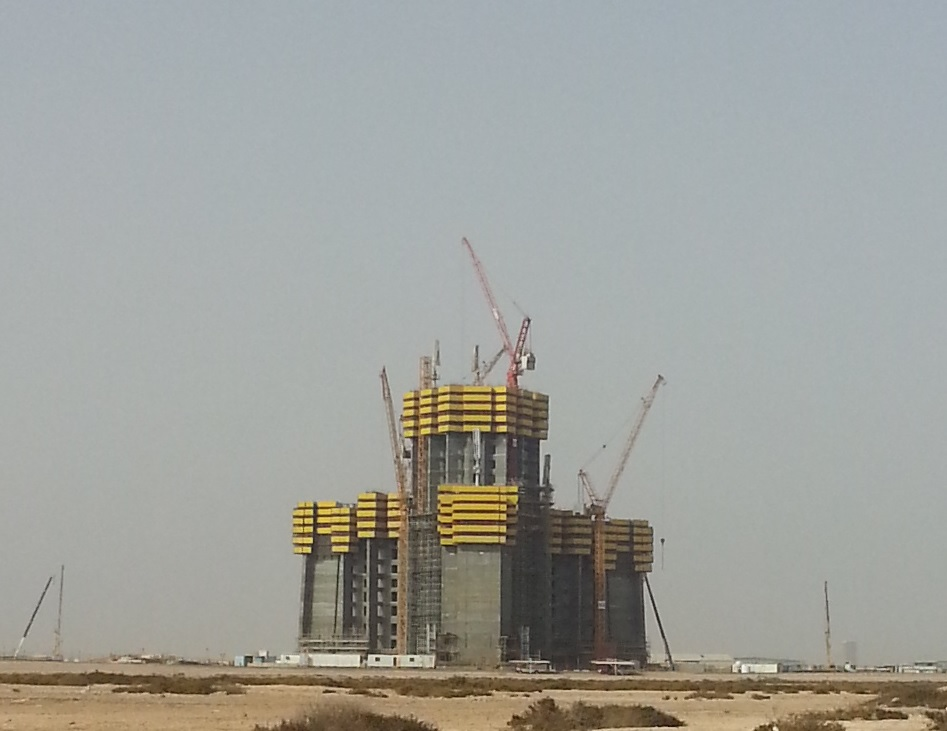
7 de junho de 2015
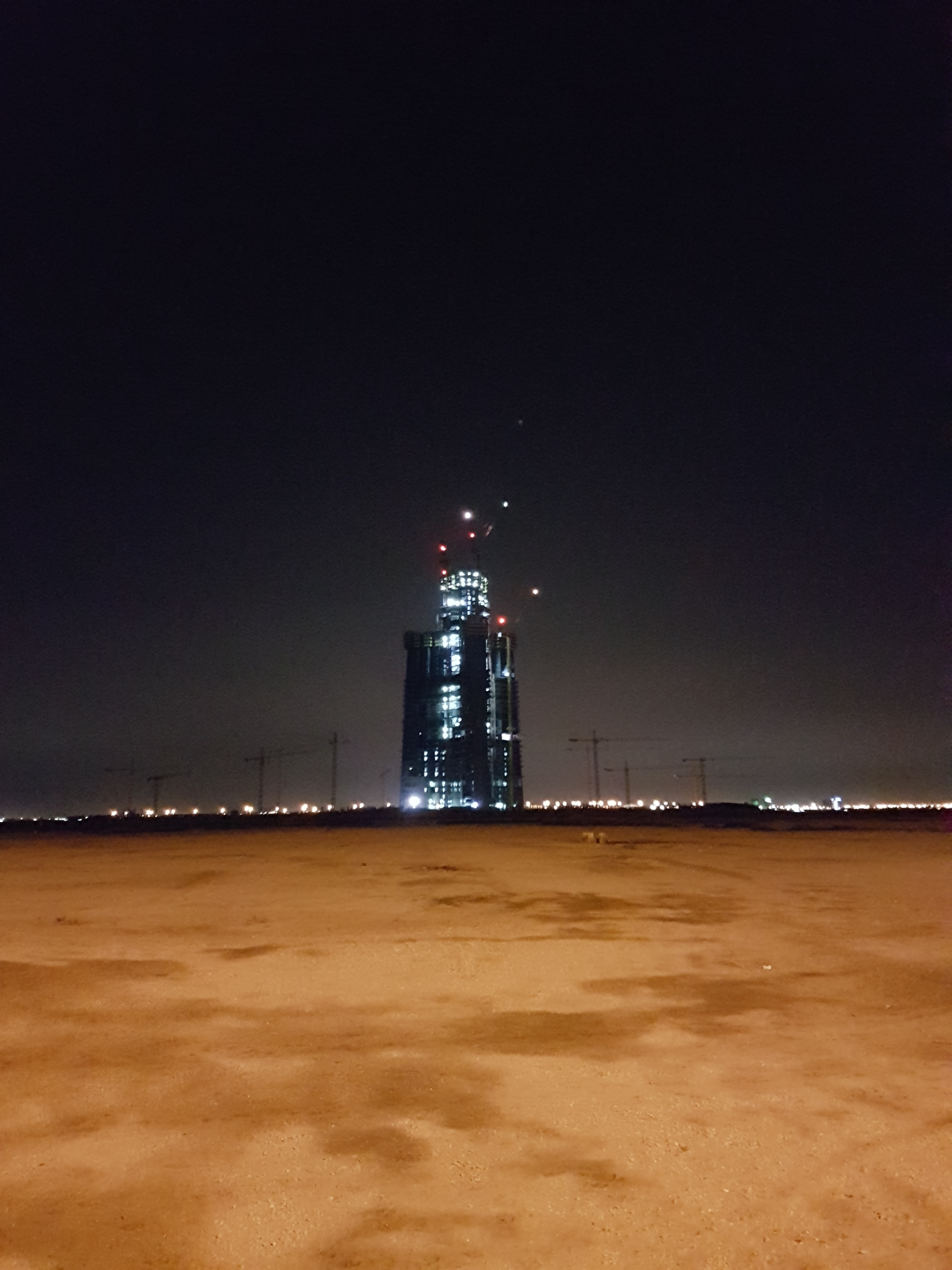
7 de julho de 2016
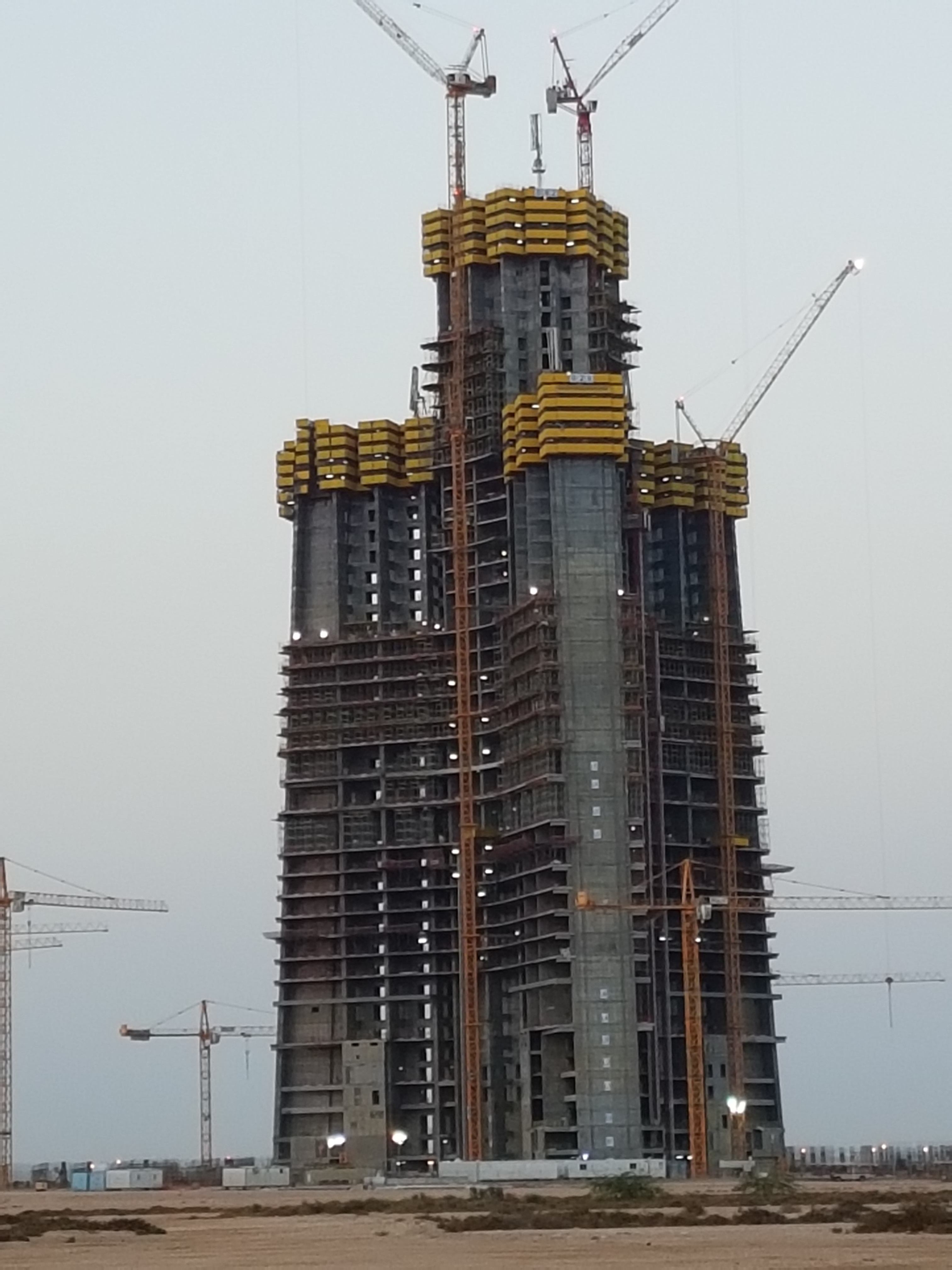
13 de julho de 2016
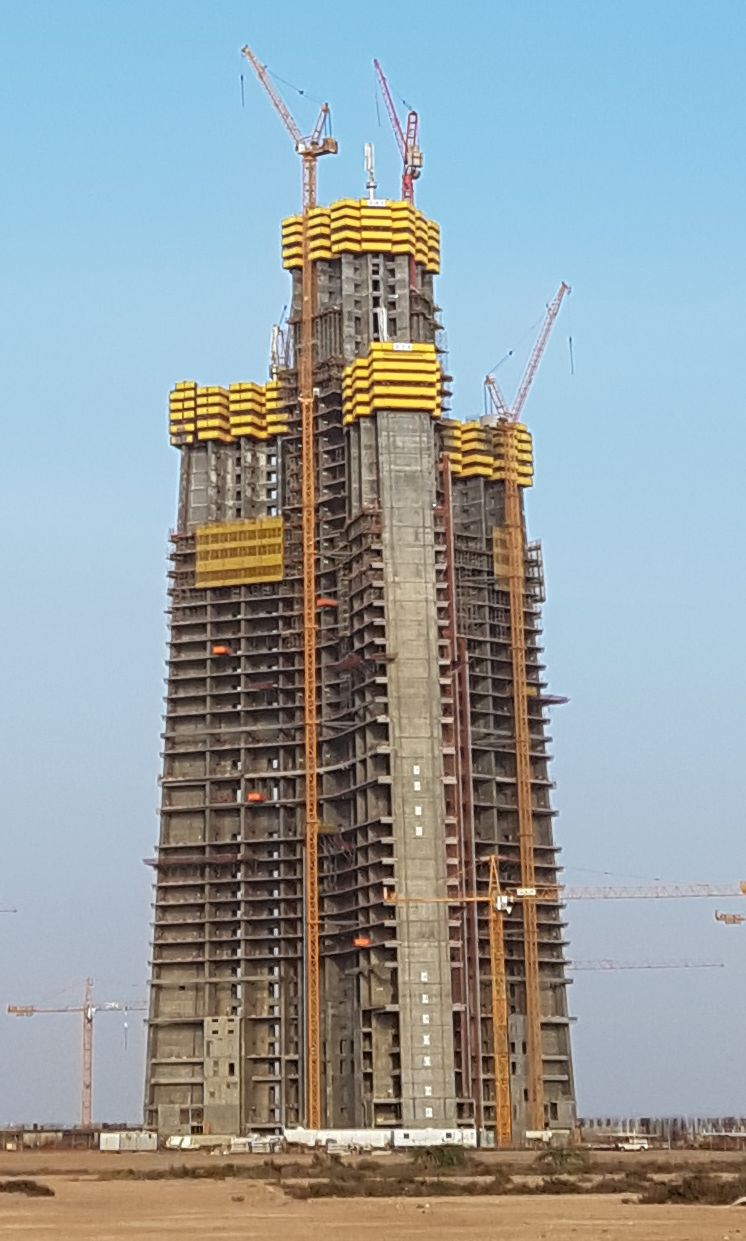
2 de dezembro de 2016
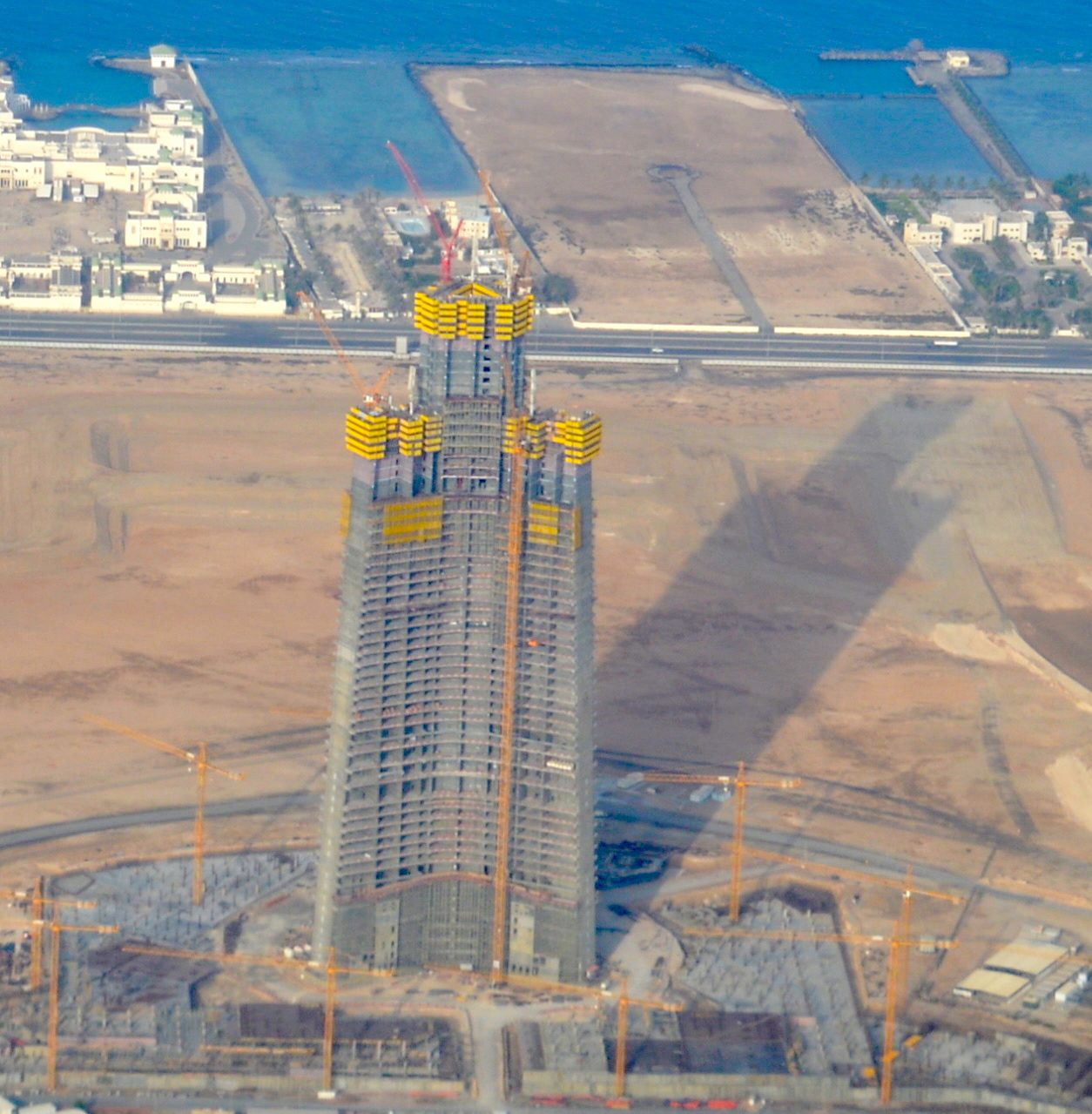
2 de junho de 2017
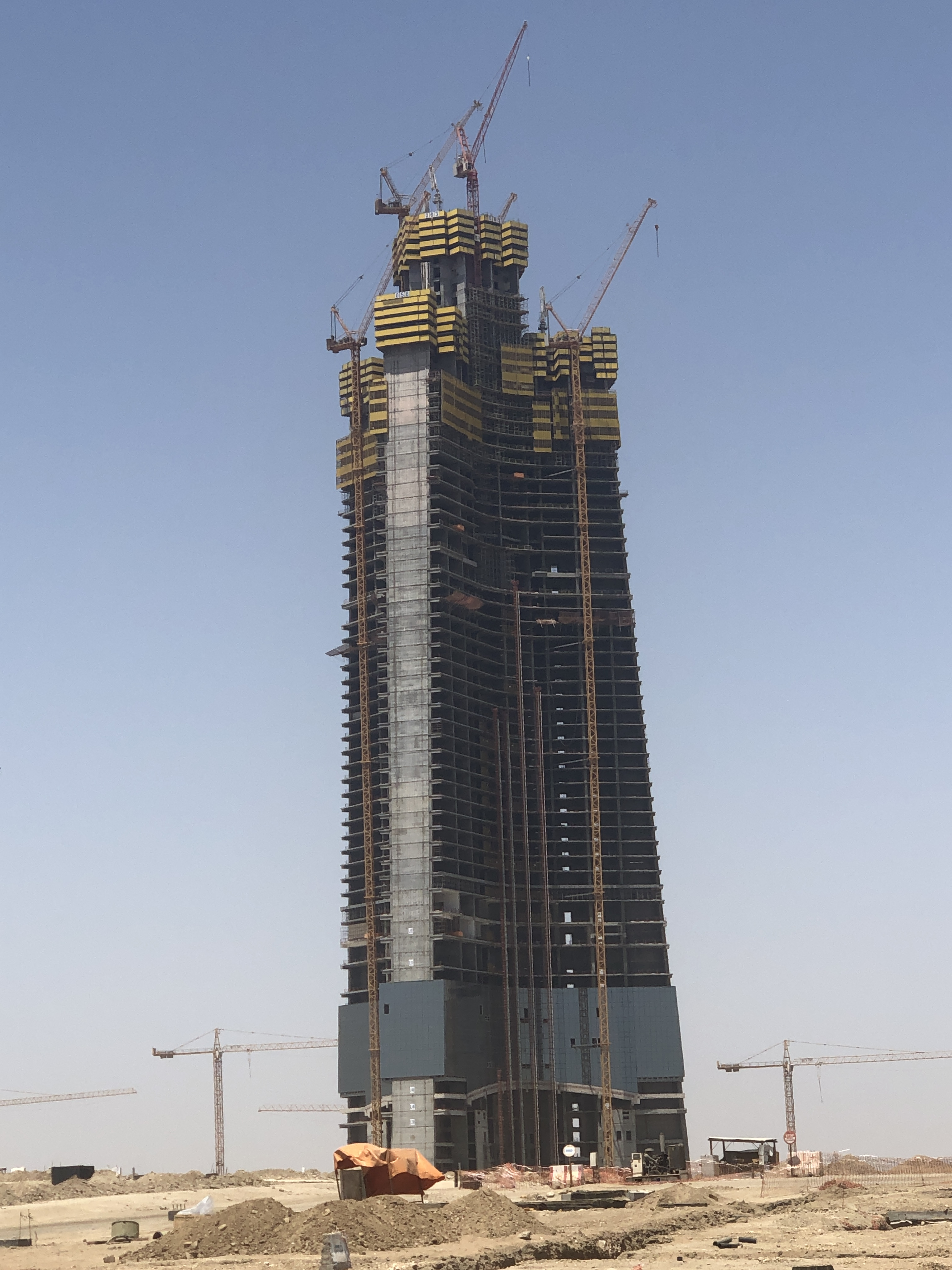
16 de agosto de 2019